# Монтсерратська креольська мова
Монтсерратська креольська мова — діялект східнокарибської креольської мови, якою розмовляють у Монтсерраті. Кількість носіїв монтсерратської креольської мови — менше 10 000. Монтсерратська креольська мова не має статусу офіційної мови.